# Луна 9
Луна 9 била је свемирска сонда из серије Луна Совјетског Савеза. Она је 3. фебруара 1966. године постала прва свемирска сонда која се успешно меко спустила на Месец, и уопштено на било који објекат у свемиру. Тако је постала и прва летелица која је на Земљу послала фотографије тла неког објекта у свемиру.
Маса лендера била је око 100 килограма (на Земљи, или око 17 килограма на Месечевој гравитацији). Брзина удара била је 6,1 метар у секунди, а за успоравање лендер је прво користио ракетне моторе до одређене висине, а затим је при самом удару коришћен „ваздушни јастук”. У лендер је био уграђен систем за комуникацију, камере, интрументи за контролу температуре и мерење радиоактивности.

## Спуштање на површину Месеца
Спуштање је почело на висини од 8.300 километара од површине. Само спуштање састојало се из више фаза. За успоравање коришћен је "ваздушни јастук" и ракетни мотори. Пре него што се коначно спустила на површину летелица је одскочила неколико пута. Место спуштања било је Океан бура.
Луна 9 био је 12. покушај спуштања летелице на Месец, али први успешни. Била је широка свега пола метра, и слетела 3. фебруара 1966. у 18.45.30 УТЦ на координатама 7°8' N и 64°22' W. Укупно је снимљено 9 фотографија (5 панорама) површине Месеца.

## Потрага за лендером
Крајем 2015. године почела је потрага за лендером Луна 9 на фотографијама високе резолуције које је прикупила сонда Лунар реконесанс орбитер агенције НАСА, која се у орбити око Месеца налази од 2009. године. У потрагу за сондом истраживачи из целог света су се упустили јер на фотографијама пријављеног места слетања није примећена сонда. Проналажење неће бити лако јер и поред до сада највеће резолуције површине Месеца, сонда ширине 60 центиметара заузима само око два пиксела.